# Arūnas Eigirdas
Arūnas Eigirdas (*  11. Juni 1953 in Klaipėda) ist ein litauischer Politiker.

## Leben
Nach dem Abitur an der Mittelschule absolvierte er 1976 das Diplomstudium an der Fakultät für Mathematik der Vilniaus universitetas (VU).  Von 1978 bis 1990 war er wissenschaftlicher Mitarbeiter am Institut von Lietuvos mokslų akademija. Von 1992 bis 1993 war er Mitglied im Seimas. 
Von 1994 bis 1995 arbeitete er im Unternehmen VĮ „Infostruktūra“. Ab 1998 lehrte er an der Fakultät für Kommunikation der VU.
Von 1979 bis 1989 war er Mitglied von KPdSU, von 1993 bis 2012 von Tėvynės sąjunga, ab 2012 von Lietuvos tautininkų sąjunga.
Er ist verheiratet. Mit Frau Dalia Eigirdienė (Professorin der Kauno technologijos universitetas) hat er die Kinder Jonė, Rūta, Ugnė.